# Synodontis tanganyicae
Synodontis tanganyicae är en fiskart som beskrevs av Borodin, 1936. Synodontis tanganyicae ingår i släktet Synodontis och familjen Mochokidae. IUCN kategoriserar arten globalt som livskraftig. Inga underarter finns listade i Catalogue of Life.